# Chow Tai Seng
Chow Tai Seng Jewellery Company Limited — китайская ювелирная компания, управляющая сетью магазинов Chow Tai Seng (Zhou Dasheng). Штаб-квартира расположена в городе Шэньчжэнь (Гуандун); принадлежит семье Чжоу. Входит в сотню крупнейших мировых компаний, работающих в секторе модной индустрии и предметов роскоши. 

## История
В 1999 году открылся первый ювелирный магазин Chow Tai Seng на улице Ванфуцзин в Пекине; в октябре 2007 года была учреждена акционерная компания Chow Tai Seng Jewellery; в апреле 2017 года она вышла на Шэньчжэньскую фондовую биржу.

## Деятельность
Компания Chow Tai Seng Jewellery производит и продаёт ювелирные изделия из золота, платины, серебра, бриллиантов, жадеита и жемчуга, в том числе кольца, браслеты, серьги, цепочки, кулоны, ожерелья и аксессуары к мобильным телефонам. В 2023 году у компании насчитывалось более 4,8 тыс. торговых точек, в 2024 году — более 5,2 тыс. торговых точек (включая франчайзинговые). Магазины расположены в материковом Китае, а также на Филиппинах, в Таиланде, Малайзии и Сингапуре.

## Акционеры
Крупнейшими акционерами Chow Tai Seng являются Чжоу Чжунвэнь (63,79 %), Zhong Ou Asset Management (1,46 %), CCB Principal Asset Management (1,24 %), Huaxia Life Insurance (0,67 %), China Southern Asset Management (0,58 %) и First Seafront Fund Management (0,56 %).